# 欧陆迪斯科
欧陆迪斯科（英語：Eurodisco，有时也写为Euro disco或Euro-disco）是一种电子音乐流派，在20世纪70年代中期由迪斯科演变而来，将流行和摇滚乐元素融入类似迪斯科的连续舞蹈氛围中。该音乐流派也融入纯电子化、机械化和未来主义的元素。该音乐流派浮现了很多欧洲音乐制作人和音乐家，其中有乔治·莫罗德尔，马克·塞罗尼和弗兰克·法里安，在改编美国迪斯科音乐时也融入了欧陆流行音乐和使用最新的音乐技术，如鼓机、电子鼓和合成器，从而形成了这一流派。
许多欧洲舞曲的歌词都是用英语演唱的，尽管演唱者的母语往往不同。此外，该流派还被认为是电子舞曲最早的形式之一，同时也被认为是后来电子音乐流派如浩室、欧陆舞曲和科技舞曲的先驱。
欧陆迪斯科的衍生音乐通常包括欧陆流行乐和欧陆舞曲，其中最突出的子流派是20世纪70年代末的太空迪斯科和20世纪80年代初的意大利迪斯科。1990年后，该流派的受欢迎程度下降，取而代之的是浩室音乐和欧陆舞曲。

## 影响
到了1983年，欧陆迪斯科的影响已渗透到美国的舞蹈和流行乐领域，欧洲的制作人和词曲作者为美国新一代的表演者带来了灵感。尽管1979年迪斯科在美国的倒退宣告了迪斯科的 "死亡"，但随后欧陆迪斯科风格的成功跨越了摇滚、流行和舞蹈的界限，例如有金髮美女（Blondie）的《Call Me》和劳拉·布拉尼根的《Gloria》。
其中劳拉·布拉尼根的《Branigan》和《Branigan 2》（由德国制作人杰克·怀特制作）与乔治·莫罗德尔为音乐负责制作的美国乐队柏林和艾琳·卡拉一起，更深入地融入了欧陆迪斯科风格，并获得了的成功。到了1984年，许多国家的音乐家都开始制作欧陆迪斯科风格的歌曲。在德国，这种音乐的著名实践者包括Modern Talking、Arabesque、Sandra、Fancy、Silent Circle、马克·马瑞恩、莲·露丝和C. C. Catch。在丹麦的Laban、法国的Magazine 60、Début de Soirée和Monte Kristo、瑞典的Troll、西班牙的New Baccara和Joy等也与德国艺术家一起在20世纪80年代中后期巩固了欧陆迪斯科的音乐地位。
在中国大陆，欧陆迪斯科通过香港DJ杨振龙Alex的混音专辑《东方好莱坞明星舞会》（荷东）的传播而普及，该专辑以杨振龙驻场的舞厅“東方好萊塢明星舞會”命名。“荷东”以及后来发布的专辑《猛士》成为了欧陆迪斯科的代名词。
1980年，欧陆迪斯科风行于美国的越南侨民社区，被称为New Wave，并出现了大量欧陆迪斯科歌曲的越南语翻唱。